# Chaplin si vydělává na živobytí
Chaplin si vydělává na živobytí (v anglickém originále Making a Living) je americká filmová groteska z roku 1914 z produkce filmové společnosti Keystone Cops, ve které na filmovém plátně debutoval Charlie Chaplin.

## Úvod
Film byl natočen v lednu roku 1914 společností Keystone Cops. Natáčení se účastnil Charlie Chaplin, který na sklonku roku 1913 podepsal jednoletý kontrakt se společností Keystone Cops a tento film byl jeho první práce u filmu. Celkem pro společnost natočil v následujících měsících 34 krátkých filmů a jeden dlouhometrážní. Ve filmu Chaplin vystupuje ještě bez převleku za tuláka, která ho později proslavila po celém světě. Jeho postava nesympatického zchátralého anglického gentlemana v černém žaketu, s cylindrem na hlavě, ledabyle nasazeným monoklem a s knírem pod nosem, se kterou předtím slavil úspěch v divadle u filmu neměla úspěch. Z tohoto důvodu Chaplin v následujících filmech zkusil několik obměn kostýmů. Nakonec postava nemotorného tuláka ho proslavila.
Film natočil původem rakouský herec a režisér Henry Lehrman, jenž ve filmu vytvořil také postavu Chaplinova protivníka. Pro společnost Keystone Cops natočil ještě několika dalších filmů a pak následoval komika Forda Sterlinga, který společnost Kestone Cop pro finanční neshody opustil a jehož měl Charles Chaplin nahradit. Premiéra prvního Chaplinova filmu se uskutečnila 2. února 1914.

## Synopse
V první scéně filmu Chaplin v roli podvodníka bez haléře v kapse se vydává za lorda, obere o dolar kolemjdoucího muže. Následuje scéna, ve které se podvodník snaží vetřít do vážené rodiny, kde se uchází o ruku jejich dcery, kterou ztvárnila Virginia Kirtleyová. Svým chováním, vystupováním a předstíranou elegancí velmi zapůsobí především na paní domu, korpulentní dámu v hedvábné róbě, kterou hrála Alice Davenportová. Vzápětí se na plátně objevuje dívčin snoubenec a falešný lord se opět setkává s mužem, jehož před chvílí obral o dolar a jeho pravá totožnost je odhalena. Musí si tedy vydělat na živobytí jinak. Zkouší štěstí u novin, kde pracuje i jeho sok. Aby se u novin prosadil, ukradne svému sokovi senzační fotografii automobilové havárie, což je záminkou k rozpoutání divoké honičky, při které se jeho sok mimo jiné ocitne v posteli neznámé dámy, inflagranti právě v okamžiku, kdy se vrací domů její muž. Neznámou dámu v posteli ztvárnila Minta Durfeeová

## Obsazení
| Charlie Chaplin     | podvodník          |
| Henry Lehrman       | jeho sok, reportér |
| Virginia Kirtleyová | dívka              |
| Alice Davenportová  | její matka         |
| Chester Conklin     | strážník a povaleč |
| Minta Durfee        | dáma               |

## Zajímavosti
- je možné, že se nejedná o první Chaplinův film, ve své knize s prostým názvem Charlie Chaplin Georges Sadoul píše, že se Charlie Chaplin začátkem ledna roku 1914 objevil jako statista ve dvou krátkých groteskách z produkce společnosti Keystone Cops.